# Arthur Christopher Benson

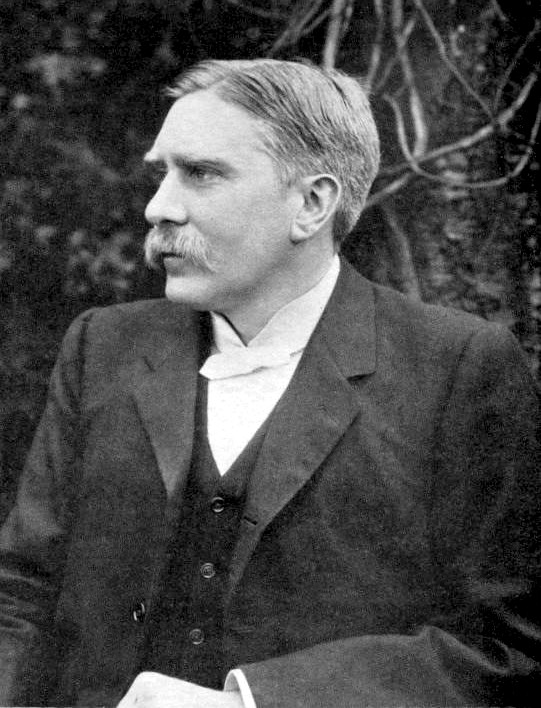
Arthur Christopher Benson (omkring 1899)

Arthur Christopher (A. C.) Benson, född 24 april 1862 i Crowthorne, Berkshire, död 17 juni 1925 i Cambridge, var en brittisk författare, son till Edward White Benson och bror till Edward Frederic Benson och Robert Hugh Benson.
Benson har skrift en stor mängd kontemplativa essayer och dikter, samt ett flertal biografiska verk, bland annat över fadern 1900, brodern Robert Hugo 1915 etc. Tillsammans med vicomte Esher utgav han drottning Victorias brev 1907.
För den stora massan är nog Bensons största framgång texten till Sir Edward Elgars Pomp and Circumstance March No 1 på Last Night of the Proms, som varje år i september får avsluta sommarsäsongens s.k. promenadkonserter (Proms) i Royal Albert Hall i London. Detta verk uppfördes första gången den 19 oktober 1901. Den är den första av sex marscher som skrevs till kung Edvard VII:s kröning 1902. Benson lade till refrängens textrader, som inleds med Land of Hope and Glory... Denna kan höras sjungas av entusiastiska fotbollsfans och förekommer i otaliga filmer och andra sammanhang och har ofta fått spegla kärleken till det brittiska liksom storslagen feststämning i allmänhet.